# Monostruktur
Als Monostruktur bezeichnet man in der Volkswirtschaftslehre die Produktionsstruktur einer Region oder eines Staates, in denen ein einziges Produkt oder eine einzige Dienstleistung den Wirtschaftsprozess oder den Export/Import überwiegend bestimmt. Gegensatz ist die Polystruktur.

## Allgemeines
In der Wirtschaftsgeografie wird die räumliche Konzentration sektoral miteinander verbundener Unternehmen eines bestimmten Wirtschaftszweiges horizontaler Cluster genannt. Manche Regionen oder Staaten sind dadurch gekennzeichnet, dass sie vor allem im Primärsektor (Landwirtschaft, Fischerei, Forstwirtschaft, Bergbau) lediglich wenige oder nur ein Produkt hervorbringen. Sie weisen beispielsweise Monokulturen auf, bei denen die Agrarproduktion auf wenige oder nur ein Agrarprodukt (etwa Bananen, Kaffee, Tee oder Zucker) oder bestimmte Rohstoffe (wie Diamanten, Erdöl, Gold oder Kohle) konzentriert ist. Im Dienstleistungssektor ist der Massentourismus zu nennen, der die Wirtschaftsstruktur einer Region oder eines Staates dominiert. Auch die Abhängigkeit von Importen aus nur einem oder wenigen Staaten und/oder bei einem oder wenigen Produkten und umgekehrt die Exportlastigkeit durch Exporte in einen oder wenige Staaten und/oder bei einem oder wenigen Produkten ist eine Monostruktur. Exportiert ein Staat nur ein Produkt in ein einziges Land, so kann bereits eine aufkommende ausländische Konkurrenz problematisch werden; das gilt umgekehrt auch für Importe.
Da diese Monostrukturen ökonomisch – und oft auch ökologisch – überwiegend Nachteile zur Folge haben, weisen sie Strukturschwächen auf. Monostrukturen bedeuten die Ausrichtung eines Wirtschaftssektors oder der gesamten Volkswirtschaft auf im Wesentlichen einen Rohstoff, der meist in Entwicklungsländern den Export bestimmt.

## Typische Beispiele
Unterschieden wird nach Monostrukturen auf Staatsebene, auf regionaler oder kommunaler Ebene. Häufig neigen Agrarstaaten zu Monostrukturen, die speziell Monokultur genannt werden. Beispiele sind die Elfenbeinküste mit ihrer Kakaoproduktion (35 % Weltmarktanteil) oder Ecuador mit Bananen (30 %). Brasilien besitzt zwar einen Weltmarktanteil bei Zucker von 40 %, hat bei diesem Würzmittel aber als Flächenstaat keine Monostruktur. In Algerien oder Libyen stammen 90 % der Exporterlöse aus Öl- und Gasexporten, Sambias Exportschlager ist Kupfer mit 75 % aller Exporterlöse.
Auch die Importabhängigkeit ist eine nicht zu unterschätzende Monostruktur. Deutschlands eigene Energiereserven sind gering. Deshalb ist das Land in besonders hohem Ausmaß auf Importe angewiesen. Ein guter Energiemix muss nicht nur für die Verwendung verschiedener Primärenergiearten, sondern auch beim Import gegeben sein. Die Importabhängigkeit betrug 2017 etwa 70 %, wobei fossile Energieträger sogar bei 98 % (Erdöl) und 93 % (Erdgas) lagen, während erneuerbare Energien und Braunkohle zu je 100 % aus dem Inland stammten.
Regional sind als Monostrukturen zu erwähnen die Filmindustrie in Hollywood, Informationstechnik im Silicon Valley oder im Dienstleistungssektor der Massentourismus in Mallorca oder der Karibik. Städtische Beispiele sind Schneidwaren aus Solingen, Opel in Rüsselsheim oder die Uhrenindustrie in Biel. Finanzplätze in Zwergstaaten wie Cayman Islands, Monaco oder Singapur stellen Monostrukturen im Finanzwesen dar.
Je höher der Anteil der Tourismuseinnahmen am Bruttoinlandsprodukt eines Staates ist, umso abhängiger ist die wirtschaftliche Entwicklung des Reiseziellandes von Schwankungen des Tourismus. Der Tourismus hatte im Jahre 2018 in den Philippinen einen Anteil am Bruttoinlandsprodukt von 24,7 %, es folgen Thailand (21,6 %), Hongkong (17,4 %), Mexiko (17,2 %), Österreich (15,4 %), Spanien (14,6 %), Italien (13,2 %), Türkei (12,1 %), Großbritannien und die Volksrepublik China (je 11,0 %). Sie liegen damit über dem weltweiten Durchschnitt von 10,4 %.
Leitungsnetze wie Pipelines bilden ein natürliches Monopol. Das hat im Zusammenhang mit Monostrukturen zur Folge, dass Energietransporte überwiegend über Pipelines stattfinden und deshalb der Transportweg und der Exporteur von Erdöl oder Erdgas nicht kurzfristig geändert werden kann. Der Krieg in der Ukraine seit 2022 hat die hohe Importabhängigkeit einiger EU-Mitgliedstaaten von russischem Erdgas und Erdöl als monokultierelle Schwachstelle offengelegt, welche die Energiesicherheit beeinträchtigen kann.

## Wirtschaftliche Aspekte

### Messung
Gemessen wird die Quote der Monostruktur {\displaystyle M} am Anteil des Produktionswerts der monostrukturellen Produkte {\displaystyle P} am Bruttoinlandsprodukt {\displaystyle BIP}:
{\displaystyle {\text{M}}={\frac {\text{P}}{\text{BIP}}}\cdot 100\,\%}
oder am Verhältnis der Exporterlöse {\displaystyle E} monostruktureller Produkte zum Gesamtexporterlös {\displaystyle GE}:
{\displaystyle {\text{M}}={\frac {\text{E}}{\text{GE}}}\cdot 100\,\%}.
Je höher die Monostruktur ist, umso höher ist die Anfälligkeit einer Volkswirtschaft. Liegt der Anteil unter 30 %, so handelt es sich um eine weniger anfällige Polystruktur.

### Konjunkturelle oder strukturelle Krisen
Anpassungsresistente Monostrukturen sind anfällig gegenüber strukturellen und konjunkturellen Krisen. Beispiele sind der Niedergang der Montanindustrie im Ruhrgebiet (Ruhrbergbau) oder der Automobilindustrie in Detroit. Die Stadt musste durch den Konkurs von General Motors im Juni 2009 selbst im Juli 2013 Konkurs anmelden. So können Staaten mit Monostrukturen in Wirtschaftsboom durch steigende Rohstoffpreise hohe Deviseneinnahmen generieren, die zu einem Zahlungsbilanzüberschuss führen, der notwendige Importe finanzieren kann. Kommt es zu einer weltweiten Rezession, so fallen die Rohstoffpreise, und die Exporterlöse sinken entsprechend. Folge ist auch eine Rezession im betroffenen Staat mit einhergehender Arbeitslosigkeit, der wegen der Monostruktur keine Ausgleichsmöglichkeit besitzt (siehe holländische Krankheit, Kaffeekrise).
Klassische Agglomerationsnachteile bei monostrukturell bedingtem Wirtschaftswachstum sind Wohnraummangel, hohe Immobilienpreise und Mieten, steigende Arbeitskosten, steigende Lebenshaltungskosten und belastete Infrastruktur, was die Zuwanderung von Arbeitskräften behindert und die Wettbewerbsfähigkeit wieder sinken lässt. Bei rezessiver Konjunktur sind besonders monostrukturelle Städte oder Regionen von der Konversion betroffen.

### Schocks
Peter B. Kenen betont die Wahrscheinlichkeit, mit der zwei oder mehrere Staaten durch asymmetrische Schocks getroffen werden. Länder mit sehr stark diversifizierten polystrukturellen Produktionsstrukturen werden durch Bedarfsverschiebungen bei einzelnen Gütern allgemein weniger hart getroffen als Länder mit stark konzentrierten  Monostrukturen. Tendenziell neigen Klein- und Mittelstaaten zu Monostrukturen, Flächenstaaten besitzen dagegen eher diversifizierte Produktionsstrukturen. „Nach meiner Ansicht dürften die Vielfalt in der Produktpalette und die Zahl der monostrukturierten Gebiete eines Landes größere Bedeutung haben als die Beweglichkeit des Faktors Arbeit…“ (Arbeitsmobilität).
Die deutsche Importabhängigkeit von Erdgas aus Russland führte im Januar 2009 zu einer Versorgungskrise, weil es wegen des Streits zwischen Russland und der Ukraine zu enormen Lieferengpässen bei Erdgas kam. Höhere Gasreserven können den Versorgungsnotstand lindern.

## Strukturpolitik
Diesen ökonomischen Anfälligkeiten begegnet die Strukturpolitik, welche die Produktions- und Wirtschaftsstruktur durch Beseitigung ihrer Schwachstellen verbessern soll. Das geschieht national durch Strukturhilfen, international etwa durch die Regionalpolitik der Europäischen Union. Ziel ist die Herbeiführung eines Strukturwandels. Ein möglicher Ausweg aus der Monostrukturierung ist auch die Diversifikation durch besseren Branchenmix. Dadurch können sich neue Wirtschaftszweige ansiedeln, die von der Abhängigkeit befreien.

## Betriebswirtschaftslehre
In der Betriebswirtschaftslehre weisen Unternehmen eine Monostruktur auf, wenn sie lediglich oder überwiegend ein Produkt oder eine Dienstleistung anbieten (Einproduktunternehmen). Sie sind nicht oder kaum diversifiziert und ähnlich anfällig gegen Bedarfsverschiebungen oder konjunkturelle Schwankungen wie Staaten oder Regionen.

## Abgrenzung
Die Monostruktur unterscheidet sich von der Monokultur dadurch, dass sich letztere ausschließlich auf die Agrarproduktion und die Holzwirtschaft bezieht, während die Monostruktur als Oberbegriff alle Wirtschaftssektoren betrifft.